# Schandel
Schandel is een dorp in de gemeente Useldange, binnen het kanton Redange in Luxemburg. Schandel telt 194 inwoners (2012) en heeft 8620 als postcode. Sedert circa 2010 wordt op diverse plekken aan de randen van het dorp nieuwbouw gepleegd.
De hoofdweg die door het dorp loopt is de Useldengerstroos en de dichtstbijzijnde plaatsen zijn Reimberg en Vichten. Het dorp heeft een erg landelijk karakter en ligt te midden van een vrij bosrijk gebied.
Everlange · Rippweiler · Schandel · Useldange

Luxemburgse gemeenten · Kanton Redange · Luxemburg